# Sveta Klotilda
Sveta Klotilda (Clothilde, Clotilda, Clotild, Rotilde; Lyon, 475. – Tours, 545.), franačka kraljica, majka kralja Klotara I. i svetica.

## Životopis
Klotilda je bila kći burgundskoga kralja Kilperika II., barbarski ubijena sa suprugom i sinovima, 493. godine. Klotilda i njena starija sestra Kroma su preživjele taj stravičan pokolj, koji je izvršio njezin stric Gundobad, brat njezina oca, jedan od trojice braće kraljeva Burgundije. Spas duguje svojoj blagosti i ljupkosti, kojom je osvojila strica, pa joj je dopustio živjeti na njegovu dvoru. No preko zločina se nije prešlo. Ovo ubojstvo bilo je dijelom niza događaja koje su bili povodom Burgundskog rata.
Uskoro je Klotilda izbjegla u franačke zemlje. Ondje se udala za njihova poganog kralja Klodviga I., gdje je spremila uzvrat stricu Gundobadu, potičući supruga i sinove na rat protiv njega. Klodviga je uspjela obratiti na kršćansku vjeru, čemu je navodno pripomogla i njezina prijateljica sveta Genoveva. S njime se, nakon velike pobjede nad Alemanima 496., pokrstio i cijeli narod. No, Klotildin stric Gunbodad si je utvrdio položaj na dvoru oko 500. godine. Štoviše, s Klodvigom je uspostavio dobre odnose. Da bi to postigao, prešao je na kršćanstvo, vjeru na koju je Klodviga prevela supruga Klotilda. Klotilda je preminula u Toursu, 545. g., a pokopana je u Parizu, uz svojeg supruga. Proglašena je svetom, a spomendan joj se slavi 3. lipnja. 